# 长益片
长益片或新湘语是湘语的一种方言。主要分布在湖南省东北，与西南官话和赣语区域毗邻。使用人数约1,781万餘人。在临近语言的影响下，新湘语失去了老湘语特有的一些保守语音特征。多数语言学家都认同語言學家袁家骅将新湘语归为湘语的分支的觀點，而周振鹤和游汝杰将其归为西南官话。但新湘语对官话母语者来说仍然很难学，特别是老派新湘语。

## 方言与区域
使用新湘语的市县主要在湖南东北部湘江和资江的下游地区。代表性方言是长沙话。
新湘语下主要分3个小片。
长株潭小片
长沙市、长沙县、望城区、宁乡市、浏阳市、湘阴县、汨罗市、南县、株洲市、株洲县、湘潭市、湘潭县
益沅小片
益阳市、沅江市、桃江县
岳阳小片
岳阳市、岳阳县
酸汤话是一种在贵州、湖南天柱县、会同县、靖州县白布、地湖、大堡子和三锹由80,000名苗族（陈其光 2013:35）。 它和新湘语很相似但无法和西南官话互通。

## 音韵特点
全浊声母多数清化，并多读不送气清音，多数点有独立入声调。